# رویداد برخوردی

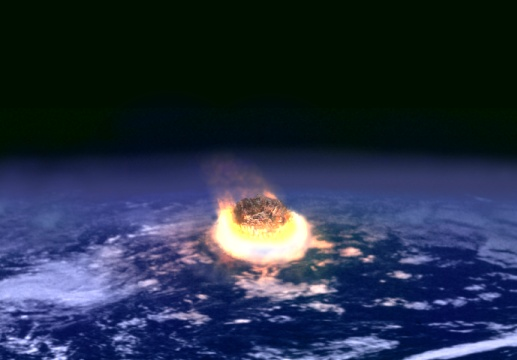
در یک رویداد برخوردی، هنگامی که یک سیارک با تنها چند کیلومتر قطر با یک پیکر بزرگتر مانند زمین برخورد کند، انرژی برابر با انفجار چند میلیون سلاح هسته‌ای، به‌طور همزمان را آزاد می‌کند (نگاره: انگاشت هنری).

یک رویداد برخوردی، برخورد بین اجسام آسمانی است که اثرهای فیزیکی قابل اندازه‌گیری بر بدنهٔ آن‌ها داشته‌باشد. رویدادهای برخوردی دارای پی‌آمدهای جسمی و مشخص شده‌ای هستند که به‌طور منظم در سامانه‌های سیاره‌ای رخ می‌دهد؛ هر چند بیشتر این برخوردها شامل سیارک‌ها و دنباله‌دار‌ها یا شهاب‌سنگ‌هاست و کمترین تأثیر را دارند. هنگامی که جرم‌های بزرگ مثلاً سیاره‌های خاکی مانند زمین را تحت تأثیر قرار دهند رویداد برخورد می‌تواند پی‌آمد فیزیکی و زیست‌کره‌ای گسترده و قابل توجهی به وجود بیاورد؛ هر چند که وجود اتمسفر کاهش زیادی در اثرهای آن بر سطح سیاره؛ از طریق تماس با هوا هنگام ورود به جو، را سبب می‌شود. دهانه‌های برخوردی و ساختارهای برخوردی آن‌ها در بسیاری از پیکرهای جامد سامانهٔ خورشیدی، نمای غالب در سطح آن‌ها هستند و امروز نمایانگر قوی‌ترین مدرک تجربی در مورد فراوانی و اندازه‌های آن‌ها به دست می‌دهند.
رویدادهای برخوردی تأثیر و نقش قابل توجهی در تشکیل و تکامل منظومه شمسی، از زمان شکل‌گیری آن بازی کرده‌اند. رویدادهای برخوردی عمده تاریخ زمین را به گونهٔ قابل توجهی شکل داده‌اند، در شکل‌گیری زمین و ماه، تاریخ تکاملی زندگی، منشأ آب بر روی زمین و چندین رویداد انقراض، عامل برخورد دخیل بوده‌است. از جملهٔ رویدادهای برخوردی قابل توجه یکی برخورد جرم برخوردی چیکشلوب و ایجاد دهانه چیکشلوب، در ۶۶ میلیون سال پیش است. پذیرفته شده که این برخورد با رویداد انقراض کرتاسه، پالئوژن در ارتباط بوده‌است.